# Yên Cư
Yên Cư là một xã thuộc huyện Chợ Mới, tỉnh Bắc Kạn, Việt Nam.

## Địa lý
Xã Yên Cư có vị trí địa lý:
- Phía bắc giáp xã Cao Kỳ và huyện Na Rì
- Phía đông giáp tỉnh Thái Nguyên
- Phía nam giáp xã Yên Hân và tỉnh Thái Nguyên
- Phía tây giáp xã Yên Hân và xã Nông Hạ.

Xã Yên Cư có diện tích 45,91 km², dân số năm 2019 là 2.728 người, mật độ dân số đạt 59 người/km².
Yên Cư là điểm cuối của tuyến đường liên xã Yên Đĩnh-Yên Cư. Xã có nhiều dòng suối chảy trên địa bàn như suối Nà Hoặc, suối Bản Chang, suối Nà Hoằng, suối Bản Ria, khuổi Thay.

## Hành chính
Xã Yên Cư được chia thành các xóm bản: Bản Cháo, Thái Lạo, Nà Hoạt, Bản Chằng, Phiêng Lầu, Phiêng Dường, Nặm Lìn, Nà Lìn, Đon Nhậu, Nà Riềng, Đon Quy, Nà Pạn, Nà Hoáng, Bản Chằng, Bản Rịa, Khuổi Thây